# 2004年夏季奥林匹克运动会特立尼达和多巴哥代表团
2004年夏季奥林匹克运动会特立尼达和多巴哥代表团的IOC代码为TRI，在2004年夏季奥林匹克运动会上共获得1块铜牌。

## 奖牌榜

### 金牌
无

### 银牌
无

### 铜牌
- 乔治·博弗尔：男子200米混合泳